# Andrij Atamanjuk
Andrij Wassyljowytsch Atamanjuk (ukrainisch Андрій Васильович Атаманюк; * 8. Mai 2002) ist ein ukrainischer Leichtathlet, der sich auf den Langstreckenlauf spezialisiert hat. 

## Sportliche Laufbahn
Erste internationale Erfahrungen sammelte Andrij Atamanjuk im Jahr 2021, als er bei den U20-Europameisterschaften in Tallinn in 8:22,95 min den achten Platz im 3000-Meter-Lauf belegte. Im Dezember wurde er dann bei den Crosslauf-Europameisterschaften in Dublin nach 18:30 min Fünfter im U20-Rennen. Im Jahr darauf belegte er bei den Balkan-Meisterschaften in Craiova in 14:03,41 min den fünften Platz im 5000-Meter-Lauf und im Dezember wurde er bei den Crosslauf-Europameisterschaften in Turin nach 24:45 min 19. im U23-Rennen. Bei den Straßenlauf-Weltmeisterschaften 2023 in Riga wurde er nach 14:08 min 33. über 5 km und bei den Crosslauf-Europameisterschaften in Brüssel gelangte er nach 25:05 min auf den 39. Platz im U23-Rennen. Bei den Crosslauf-Europameisterschaften 2024 in Antalya belegte er in 18:35 min den vierten Platz im U23-Rennen und bei den erstmals ausgetragenen Straßenlauf-Europameisterschaften 2025 in Löwen wurde er in 31:48 min 67. im 10-km-Straßenlauf. Ende Juni wurde er bei der 1. Liga der Team-Europameisterschaft in Madrid in 13:59,14 min Elfter über 5000 Meter und daraufhin belegte er bei den World University Games in Bochum in 15:02,48 min den vierten Platz belegte.
2023 wurde Atamanjuk ukrainischer Meister im 5-km-Straßenlauf sowie 2025 über 10 km. Zudem wurde er 2024 und 2025 Hallenmeister über 3000 Meter.

## Persönliche Bestzeiten
- 3000 Meter: 8:12,09 min, 13. Juli 2024 in Lwiw
  - 3000 Meter (Halle): 8:03,41 min, 23. Februar 2025 in Kiew
- 5000 Meter: 13:58,92 min, 29. April 2023 in Mailand
- 5-km-Straßenlauf: 14:08 min, 1. Oktober 2024 in Riga
- 10-km-Straßenlauf: 29:09 min, 30. März 2025 in Chust
- Halbmarathon: 1:04:53 h, 6. Oktober 2024 in Bila Zerkwa